# اعتراضات علیه قرنطینه‌های کووید ۱۹ در چین
اعتراضات علیه قرنطینه‌های کووید ۱۹ در ۱۵ نوامبر ۲۰۲۲ در سرزمین اصلی چین آغاز شد. این تظاهرات در واکنش به اقدامات دولت چین برای جلوگیری از گسترش کووید ۱۹ در این کشور از جمله اجرای سیاست کووید صفر آغاز شد. نارضایتی نسبت به این سیاست از آغاز همه‌گیری افزایش یافته، چرا که بسیاری از مردم را بدون قابلیت کسب درآمد در خانه‌های خود محبوس نموده، آنها را از خرید مایحتاج روزانه ناتوان کرده و آنها را در معرض محدودیت‌های سخت قرار می‌دهد.
در‌حالی‌که اعتراضات در مقیاس کوچک در اوایل نوامبر آغاز شد، ناآرامی‌های مدنی گسترده به‌دنبال آتش‌سوزی مرگبار در اورومچی که منجر به کشته شدن ده نفر شد، سه ماه پس از یک قرنطینه سخت در سین کیانگ آغاز شد. ویدئوهایی از این حادثه در فضای مجازی منتشر شد و معترضان ادعا کردند که این فیلم‌ها نشان می‌دهد خودروهای آتش‌نشانی به‌دلیل موانعی که برای کنترل بیماری کووید ۱۹ ایجاد شده نمی‌توانند وارد منطقه مسکونی شوند.
معترضان خواستار پایان سیاست‌های دولت در برابر کووید صفر و قرنطینه‌هایی شدند که اغلب به‌طور ناگهانی و بدون هشدار اعمال می‌شوند. اگرچه پاسخ‌های دولت به‌طور مستقیم اعتراضات را تأیید نکرده‌ است، کنفرانس‌های مطبوعاتی محلی شهر کاهش محدودیت‌های کووید صفر را اعلام کرد.

## تشدید اعتراضات پیرو حریق ارومچی
در ۲۴ نوامبر ۲۰۲۲، یک آتش‌سوزی در یک ساختمان بلند مسکونی در اورومچی، سین کیانگ، چین روی داد. در این حریق ده نفر کشته و ۹ نفر دیگر مجروح شدند. سؤالات و ابهاماتی در این مورد وجود دارد که آیا اجرای سختگیرانه سیاست کووید صفر توسط دولت چین باعث شده که ساکنان نتوانند ساختمان را ترک کنند یا در تلاش آتش‌نشانان برای اطفاء حریق تاثیر‌گذار بوده است. اطفای این آتش‌سوزی سه ساعت به‌طول انجامید. پس از آتش‌سوزی، در شانگهای، نانجینگ و پکن تظاهرات و اعتراضاتی برگزار و از سیاست دولت چین در برابر کووید صفر انتقاد شد و برخی از آنها از شی جین پینگ، رئیس‌جمهور چین خواستند تا استعفا دهد.

## سانسور رسانه‌ها و اینترنت
در اوایل ماه نوامبر، رسانه‌های چینی صحنه‌هایی از تماشاگران در جام جهانی ۲۰۲۲ قطر را بدون محدودیت‌های کووید ۱۹ نشان داد، با این وجود رسانه دولتی CCTV چین تصاویر تماشاگران از نمای نزدیک را حذف و سانسور کرد. در ۲۲ نوامبر مطلبی به‌سرعت تحت عنوان ۱۰ پرسش در وی چت فراگیر و منتشر گردید که پرسشی را صریحاً بدین مضمون مطرح می‌کرد که آیا قطر در سیاره‌ای دیگر قرار دارد که حداقل اقدامات را ضد کووید ۱۹ اعمال کرده‌ است؟! این مطلب پیش از آنکه در خارج از اینترنت چینی بتواند بایگانی شود سریعاً حذف گردید.
با وجود اینکه تصاویر و ویدیوهای منتشر شده در شبکه‌های اجتماعی سانسور شدند اما معترضان شروع به نشر آن در توییتر کردند؛ توییتری که توسط دیوار آتش بزرگ چین مسدود شده‌ است. شهروندان چینی فیلم‌ها و اطلاعات مربوط به اعتراضات را اغلب به‌روش‌های خلاقانه و غیر‌مستقیم در رسانه‌های اجتماعی چینی پخش می‌کنند. برای جلوگیری از سانسور، معترضین برای ابراز نارضایتی خود از کاغذهای خالی، نقاشی‌های دیواری و حتی معادلات ریاضی استفاده کردند. واژه‌های بی‌خطر در برابر حکومت چندین بار تکرار شدند تا جملات را برای ابراز نارضایتی شکل دهند، مانند «خوب خوب خوب خوب خوب خوب خوب خوب خوب».

### رمزگرایی کاغذ سفید

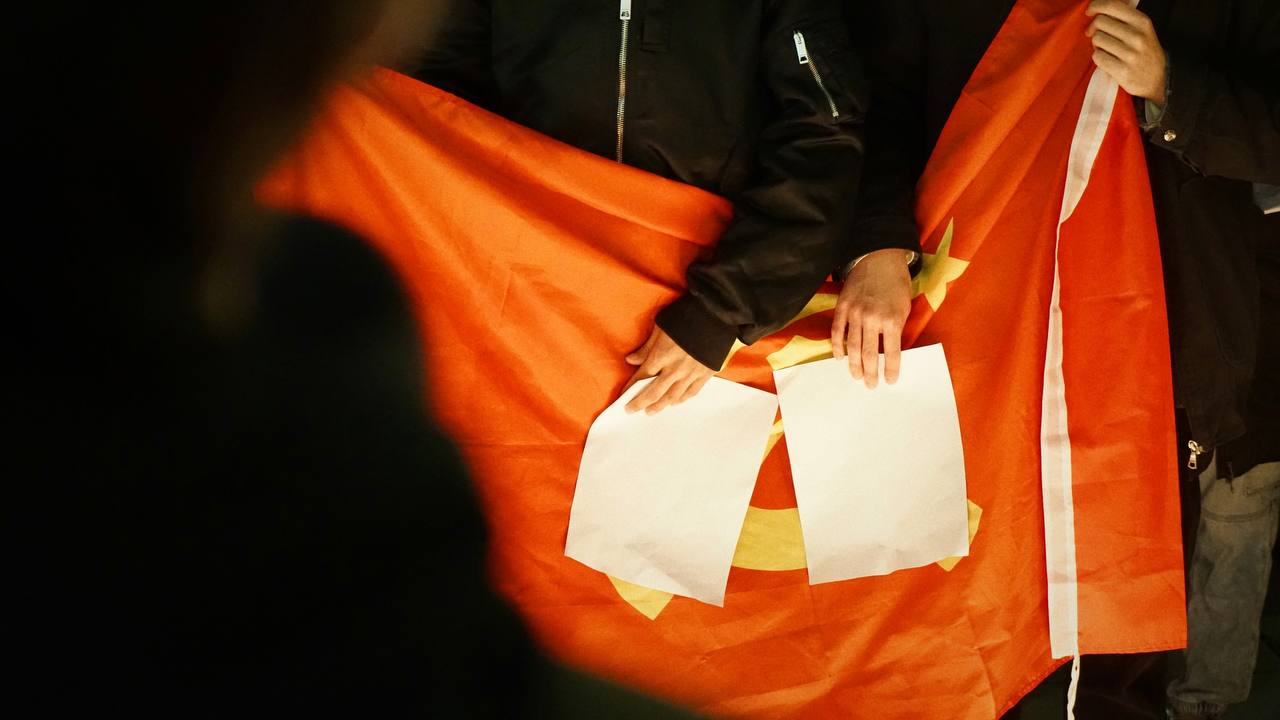
نمایش نمادهای اعتراضی غیرمستقیم، دانشجویان در یک تحصن در دانشگاه شیکاگو از کاغذهای خالی برای پوشاندن پرچم اتحاد جماهیر شوروی استفاده می‌کنند.

در ۲۸ نوامبر، پست‌های حاوی کاغذهای خالی، جملات بی‌خطر و معادلات فریدمن نیز حذف شده بودند. برگه‌های سفید A4 همراه با معترضان در دانشگاه چینهوا به نماد اعتراضات تبدیل شد که این برگه‌ها را برای نشان دادن سانسور اینترنت در چین نشان می‌دادند.
جوامع چینی خارج از کشور اصطلاحات "انقلاب کاغذ سفید" و "انقلاب A4" را در رسانه‌های اجتماعی آنلاین برای توصیف این اعتراضات تبلیغ کردند.

## واکنش دولت
ژائو لیجیان، سخنگوی وزارت خارجه چین در یک کنفرانس مطبوعاتی گفت: «در رسانه‌های اجتماعی نیروهایی با انگیزه پنهانی وجود دارند که این آتش‌سوزی را با واکنش مردم به کووید ۱۹ مرتبط می‌کنند» و «ما معتقدیم که با رهبری حزب کمونیست چین و حمایت مردم چین، مبارزه ما با کووید ۱۹ موفقیت‌آمیز خواهد بود.» او در مورد پرونده ادوارد لورنس، خبرنگار بی‌بی‌سی که مورد تعرض و بازداشت کوتاهی در شانگهای قرار گرفت، اظهار داشت که از این وضعیت آگاه است، اما ادعا می‌کند که علت آن ناتوانی لارنس در شناساندن درست خود بوده‌ است.

## واکنش‌های بین‌المللی
جرمی لارنس، سخنگوی دفتر حقوق بشر سازمان ملل از مقامات چینی خواست به حق اعتراض مسالمت‌آمیز احترام بگذارند و معترضان نباید به‌دلیل استفاده از این حق دستگیر شوند.
دولت بایدن، از طریق جان کربی، سخنگوی شورای امنیت ملی، از اعتراضات حمایت کرد و رئیس‌جمهور بایدن را در جریان آن قرار داد. سفارت ایالات متحده در پکن از شهروندان خود خواست تا آب، غذا و دارو را به‌مدت ۱۴ روز برای خانواده خود نگه دارند. بسیاری از جمهوری‌خواهان از واکنش دولت بایدن با عناوین "ضعیف" و "ترحم‌بر‌انگیز" یاد کرده و به‌دلیل "مماشات در برابر حزب کمونیست چین و عدم همبستگی با مردم چین" انتقاد کردند.
سخنگوی سیاست خارجی اتحادیه اروپا گفت که اتحادیه اروپا بدون اظهار نظر اضافی اعتراضات را از نزدیک دنبال می‌کند.